# Насралла, Сальвадор
Сальвадор Алехандро Сесар Насралла Салум (исп. Salvador Alejandro César Nasralla Salum, род. 30 января 1953, Тегусигальпа) — гондурасский спортивный журналист, телеведущий, тамада, бизнесмен и политик. Известен как основатель Антикоррупционной партии и двукратный кандидат в президенты.

## Ранняя жизнь
Насралла родился в Тегусигальпе, Гондурас. Его родители ливанского происхождения. Его мать родилась в Чили. Он провел детство в городе Трухильо. Когда Насралле было одиннадцать лет, его семья вернулась в Тегусигальпу. Там он учился в Институте святого Франсиска и получил диплом.

## Образование
После окончания школы Насралла поехал жить в Чили. Там он учился в католическом университете Чили, который окончил с отличием. Он получил степень в области гражданского машиностроения и степень магистра делового администрирования.
Он также брал уроки драмы и телевидения.

## Профессиональная карьера
После возвращения из Чили Насралла стал генеральным директором представительства Пепси. Параллельно он преподавал в Национальном автономном университете Гондураса.
В 1981 году он начал свою карьеру на телевидении.

## Политическая карьера
Насралла критиковал правительства Гондураса с 1980-х годов. В частности, он отмечал широко распространенную коррупцию в высших эшелонах власти как основную причину проблем, с которыми сталкивается Гондурасское общество.
В связи с дальнейшим ухудшением условий жизни большинства жителей Гондураса в результате равнодушия и некомпетентности традиционных политиков, Насралла и другие люди решили создать новую политическую партию. В 2011году была создана Антикоррупционная партия. На президентских выборах 2013 года Насралла занял четвёртое место.
На выборах президента Гондураса 26 ноября 2017 года он набрал 41 % голосов, отставая от действующего президента на 1 %. Насралла был выдвинут коалицией Libre-PINU.
В 2016 году женился на «Мисс Гондурас — 2016» Ирошке Элвир. В 2017 у пары родилась дочь.
13 октября 2021 отказался от участия в президентских выборах 2021 года .